# Cellule photovoltaïque à pérovskite
Une cellule photovoltaïque à pérovskite est un type de cellule photovoltaïque dont la couche active est constituée d'un matériau de formule générale ABX3 à structure pérovskite dans laquelle A est un cation, généralement de méthylammonium CH3NH3+ (MA), de formamidinium CH(NH2)2+ ou de césium Cs+, B est un cation d'étain Sn2+ ou de plomb Pb2+, et X est un anion halogénure tel que chlorure Cl−, bromure Br− ou iodure I−,.
Le rendement des cellules photovoltaïques utilisant ces matériaux est en constante augmentation depuis la fin des années 2000. Elle est passée de 3,8 % en 2009 à 25,2 % en 2019, et 29,1 % pour le tandem de pérovskite et de silicium, soit une efficacité supérieure aux cellules photovoltaïques à jonction p-n en silicium. Les cellules à pérovskites sont donc à ce jour la technologie solaire ayant connu le développement le plus rapide de l'histoire. Néanmoins, ces cellules souffrent de problèmes de vieillissement et de stabilité structurale à l'échelle du module. Cependant avec un potentiel encore important d'amélioration de la performance et des coûts de production faibles, les cellules à pérovskite sont devenues commercialement attractives. Oxford PV (en) annonce en 2019 le lancement d'une ligne de production de cellules tandem pérovskite-silicium d'une capacité de 250 MW,,.

## Histoire
Les pérovskites sont connues depuis 1830, mais il a fallu attendre les travaux de Tsutomu Miyasaka pour découvrir leur potentiel pour la réalisation de cellules photovoltaïques. L'université d'Oxford et l'EPFL s'y intéressent alors également. En 2013, Olga Malinkiewicz,  doctorante à l'Institut des sciences moléculaires (ICMol) de l'Université de Valence, « crée une cellule photovoltaïque en posant une couche de pérovskites par évaporation, et finalement par simple impression à jet d'encre. » Par rapport à la technologie à haute température utilisée jusqu'alors, cette découverte permet de mettre en place la production à l'échelle industrielle de cellules solaire à pérovskites.

## Perspectives économiques
La technologie pourrait aboutir à des panneaux solaires à moindre cout compte tenu en particulier d'un mode de fabrication plus simple, mais pas forcément de meilleure qualité (rendement, durée de vie).
En 2023, plusieurs sociétés tentent d'industrialiser la production de cellules à pérovskite-silicium ou de cellules « tandem » comportant deux couches de pérovskite différentes conçues pour absorber différentes parties du spectre lumineux. Leur principal obstacle est le manque de stabilité des pérovskites, qui peut réduire leur durée de vie.

## Matériaux

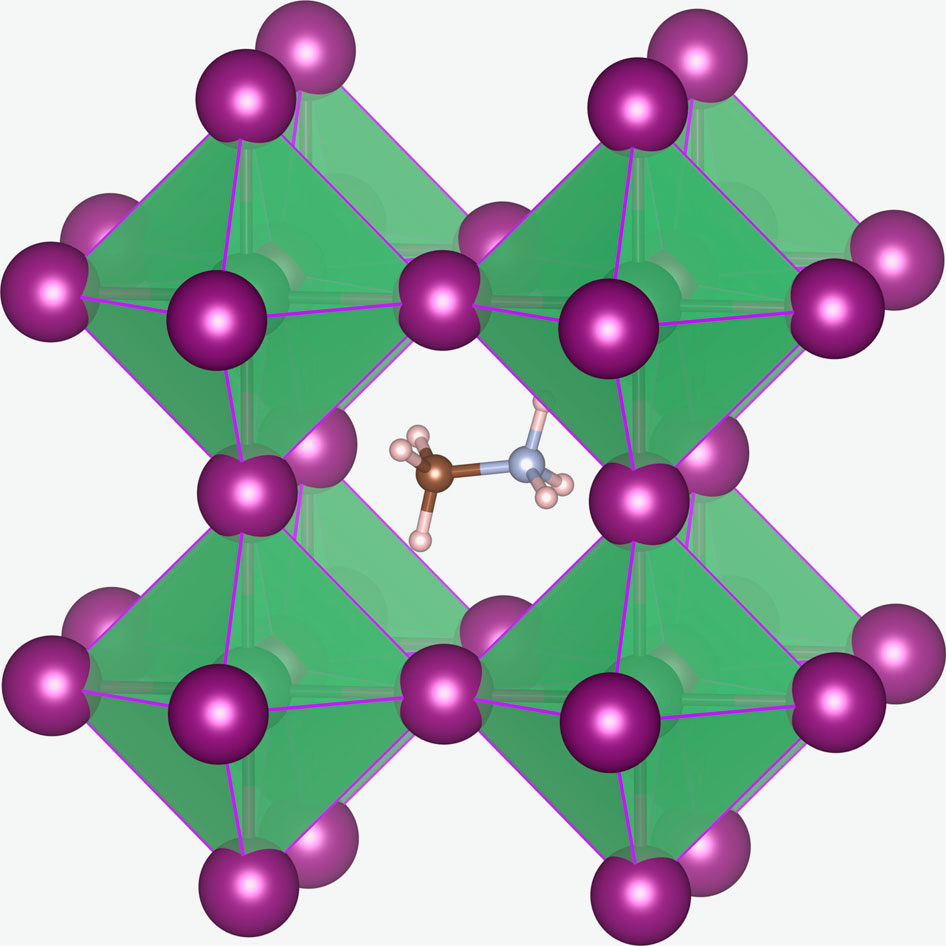
Structure cristalline du triiodure de plomb méthylammonium, l'un des halogénures de plomb méthylammonium les plus employés. Dans cette structure pérovskite, le cation méthylammonium + est entouré par huit octaèdres.

Les composés de formule générale ABX3, où A et B sont des cations et X un anion, produisent des pérovskites lorsque le rayon ionique de A est compris entre 160  et   250 pm. Les halogénures de plomb méthylammonium CH3NH3PbX3 sont parmi les pérovskites photovoltaïques les plus étudiées, notamment le triiodure de plomb méthylammonium CH3NH3PbI3, dans lequel le cation A est le méthylammonium CH3NH3+, le cation B est le plomb Pb2+ et l'halogénure X est l'anion iodure I−, ou encore des halogénures mixtes tels que CH3NH3PbI3−xClx. Ces matériaux présentent une largeur de bande interdite de l'ordre de 1,55 à 2,3 eV selon les halogènes qu'ils contiennent. Les trihalogénures de plomb formamidinium HC(NH2)2PbX3 présentent également un intérêt photovoltaïque, avec une largeur de bande interdite de l'ordre de 1,48 à 2,2 eV ; la largeur de bande interdite la plus faible de ces composés étant plus proche de l'optimum pour les cellules à jonction p-n que la largeur de bande interdite des composés à méthylammonium, cela devrait permettre de meilleurs rendements énergétiques.
Ces composés présentent l'inconvénient de contenir du plomb, qui est toxique et responsable du saturnisme en cas d'exposition aiguë ou chronique à cet élément. Des alternatives à l'étain ont été proposées, mais leurs performances restent très en retrait par rapport à leurs équivalents au plomb : en 2014, le rendement de l'iodure d'étain méthylammonium CH3NH3SnI3 atteignait 6,4 %, celui de l'halogénure mixte CH3NH3SnIBr2 atteignait 5,73 %, tandis que celui du triiodure d'étain césium CsSnI3 atteignait 2,02 % et celui du triiodure d'étain formamidinium HC(NH2)2SnI3 approchait 10 % en 2018,. La difficulté vient du manque de stabilité de l'étain pour l'état d'oxydation +2 : il tend à s'oxyder en cation Sn4+, ce qui dégrade les propriétés électroniques du matériau par autodopage.
La première utilisation de pérovskites photovoltaïques dans des cellules solaires a été pour réaliser des cellules à pigment photosensible avec le triiodure d'étain césium CsSnI3 comme couche absorbante de type p pour le transport des trous.

## Physique

### Estimation de l'efficacité limite
La structure en bandes des pérovskites étant réglable, elle peut être optimisée pour le spectre solaire, ces cellules sont donc capables d'atteindre la limite de Shockley-Queisser, qui est d'environ 31 % pour un spectre solaire AM1.5G à 1 000 W/m2, pour une pérovskite ayant une largeur de bande interdite de 1,55 eV.

## Perspectives
Malgré certaines propriétés très intéressantes des cellules à pérovskites, des obstacles importants (stabilité, résistance à l'eau, à la température et aux UV solaires) ont longtemps subsisté, au profit des cellules en silicium qui dominent toujours le marché.
Par ailleurs, l'utilisation de plomb ou d'étain pour la fabrication de cellules à courte durée de vie pourraient présenter un obstacle à leur diffusion, du fait de la toxicité de ces matériaux.
Il reste donc à rendre ces cellules beaucoup plus stables. 
En 2017, dans la revue Nature Communications, une équipe de l'École polytechnique fédérale de Lausanne suggère que l'instabilité des cellules à pérovskites peut être surmontée grâce à certaines technologies à faible coût, permettant la fabrication de cellules ultra-performantes de confection peu coûteuse. Ceci pourrait révolutionner le marché de l'énergie photovoltaïque, en faisant chuter les coûts tout en augmentant brutalement la productivité des panneaux.

Une étude germano-suisse parue en novembre 2011 dans la revue Science montre que cette instabilité provient de la dégradation du contact entre le thiocyanate de cuivre(I) (CuSCN) et l’or durant l’activité des cellules solaires,. 
Non seulement les chercheurs de l’EPFL ont développé une méthode simple de dépôt de couches enrobantes de 60 nm d’épaisseur de CuSCN (grâce à une évaporation accélérée du solvant), mais ils ont encore amélioré la stabilité des cellules pérovskite dopées au thiocyanate de cuivre (en le protégeant par une fine couche d’oxyde de graphène réduit). 

Pour un rendement initial dépassant 20 % pour un film neuf, les modules n’ont alors perdu qu’un peu moins de 5 % de leurs performances lors du test de vieillissement consistant à les exposer à 1 000 heures d’équivalent pleine lumière solaire, à 60 °C, c’est un nouveau record. Le thiocyanate de cuivre (CuSCN) est l’un des candidats les plus intéressants, car relativement stable, efficace et surtout très bon marché (0,5 $/g contre 500 $/g[Quand ?] pour le spiro-OMeTAD qui est le plus utilisé). L’ajout d’une fine couche d’espacement en oxyde de graphène réduit entre les couches de CuSCN et une couche d’or a stabilisé les films solaires pérovskite, plus qu’avec les meilleures cellules solaires en pérovskite à base de hole transport material organique).
En 2019, deux obstacles semblent pouvoir bientôt être contournés : 1) le besoin d'utiliser des polymères très coûteux, 2) le besoin d'ajouter une quantité infime de dopants à ces polymères, ce qui dégrade aussi la qualité de la couche de pérovskite dans les dispositifs,. Les premiers dopants testés étaient instables dans le temps, mais des produits plus stables ont été mis au point. 
En 2019, dans le journal Nature, Jung et al. rapportent une architecture pour une cellule solaire à pérovskite utilisant un polymère moins cher, et surtout ne nécessitant aucun agent dopant, et dont le rendement est très élevé (22,7%).
En 2020-2021, La Recherche a réussi à produire des cellules plus stables (par exemple grâce à un sel de pipéridinium (c'est-à-dire de pipéridine protonée) et des cellules ayant de très faibles pertes de tension (proche du minimum théorique) et une efficacité quantique interne proche de l'unité 9,10,11,12,13. Mais, leur transport de charge est encore médiocre (entre l'absorbeur de pérovskite et les électrodes de la cellule), ce qui limite leur facteur de remplissage (<83 %, en dessous de la limite de Shockley-Queisser d'environ 90 %), ce qui nuit à leur efficacité de conversion. 
En 2022, Peng et ses collègues, présentent un nouveau processus de dopage inverse capable de produire des couches de transport d'électrons en oxyde de titane dopé à l'azote « avec des performances de transport de charge exceptionnelles. En incorporant ce matériau de transport de charge dans des cellules solaires en pérovskite (...) de 1 cm2, les facteurs de remplissage dépassent 86 % (85,3 % en moyenne) ». Le rendement certifié en régime permanent était de 22,6 % pour une cellule de 1 cm2 (23,33 % ± 0,58 % à partir d'un balayage courant inverse-tension).

### Différence entre un panneau au silicium et un panneau pérovskite
Il existe deux principales différences entre un panneau solaire au silicium et un panneau solaire pérovskite : 
- Le prix : La pérovskite est plus économe que le silicium. La fabrication d'un module en silicium étant beaucoup plus précise lors du processus de fabrication, les cellules pérovskites sont beaucoup moins chères à produire.
- Le rendement : La pérovskite peut améliorer l'efficacité de l'installation solaire et pourrait atteindre jusqu'à 30% de rendement (comparé à une installation classique de panneaux monocristallins et polycristallins qui atteignent un rendement d'environ 25%).

### Cellules tandem
La combinaison d'une cellule à pérovskite avec une autre technologie, typiquement le silicium, permet d'obtenir une cellule avec un rendement plus élevé sur une plage de longueur d'onde plus grande. Un rendement de 25,2 % a été ainsi obtenu en juin 2018 pour une cellule pérovskite-silicium, par des chercheurs de l'École polytechnique fédérale de Lausanne et du Centre suisse d'électronique et de microtechnique. Le même mois, la société Oxford PV annonce avoir atteint les 27,3 % pour ce même type de cellule.
En septembre 2018, l'Institut de microélectronique et composants a obtenu un rendement de conversion de 24,6 % avec une cellule pérovskite-CIGS.
En mars 2019, le centre de recherche sur l'énergie néerlandais (Energieonderzoek Centrum Nederland (nl)) parvient à obtenir un rendement de 30,2 % en utilisant une cellule pérovskite en combinaison avec une cellule à silicium biface issue de la production industrielle.
En Décembre 2020, Oxford PV annonce avoir atteint 29,52%, toujours avec une cellule pérovskite-silicium.
En novembre 2022, après huit ans de recherche au sein de l'Institut photovoltaïque d'Ile-de-France (IPVF), Voltec Solar et l'IPVF annoncent leur projet de passer à la mise en production et la commercialisation, dès 2025, d'une nouvelle technologie de panneaux photovoltaïques, où de fines couches de pérovskite sont déposées sur des cellules en silicium. Cette technique permettrait d'atteindre un rendement de conversion de la lumière en énergie de 30 % contre 23 % au mieux avec les technologies actuelles. Ils espèrent un soutien dans le cadre de France 2030 afin d'intégrer l'an prochain une ligne pilote dans les locaux de l'IPVF à Saclay (Essonne), puis un démonstrateur industriel de 200 MW dans les locaux de Voltec Solar à Dinsheim-sur-Bruche (Bas-Rhin), puis, à compter de 2025, l'équipement d'une giga-usine de 5 GW et la commercialisation.
Fin 2023 l'entreprise chinoise LONGi Green Energy Technology annonce un record mondial de rendement pour une cellule tandem silicium-pérovskite, atteignant 33,9 %.